# Bad Freienwalde

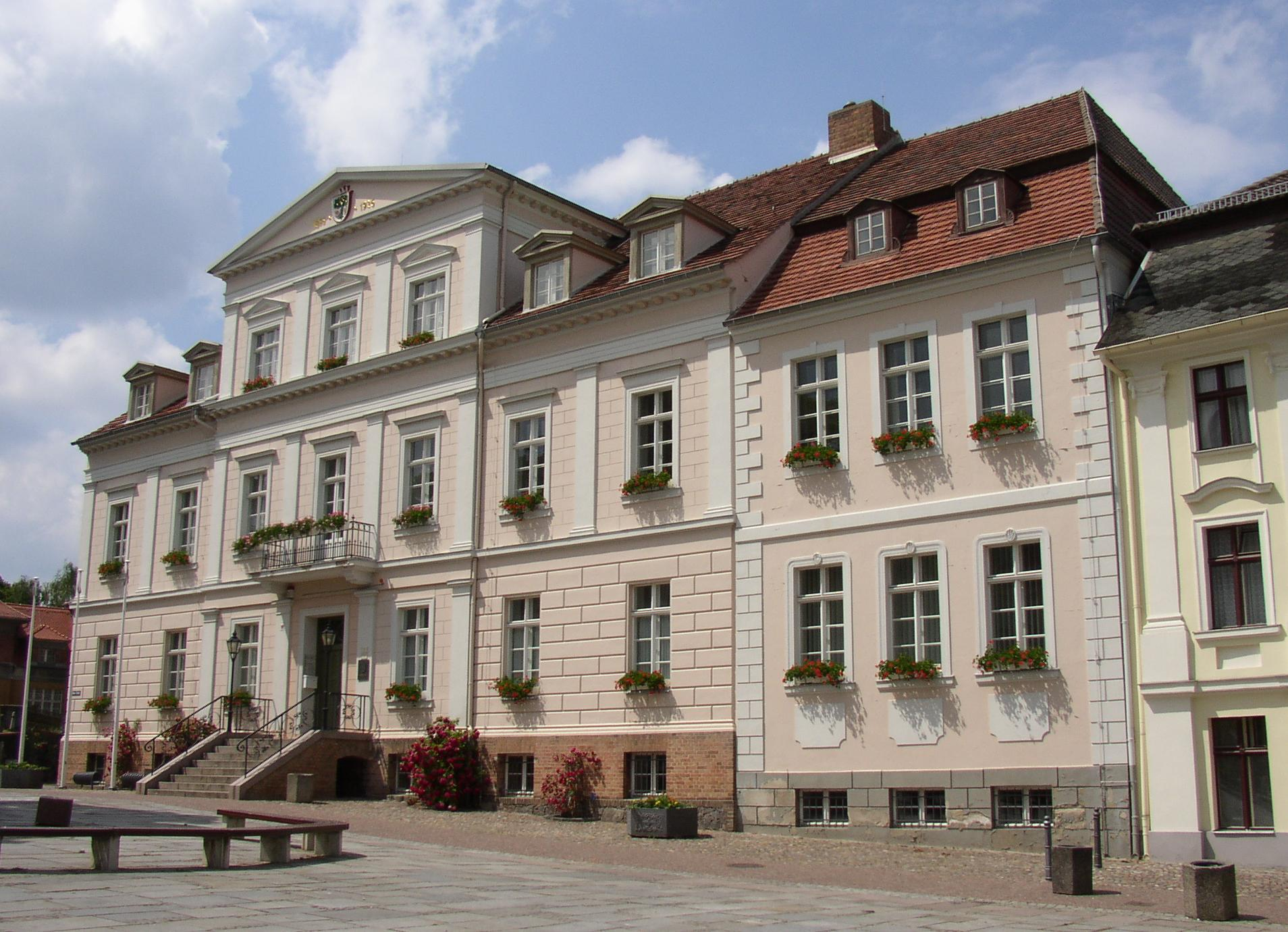
Town hall

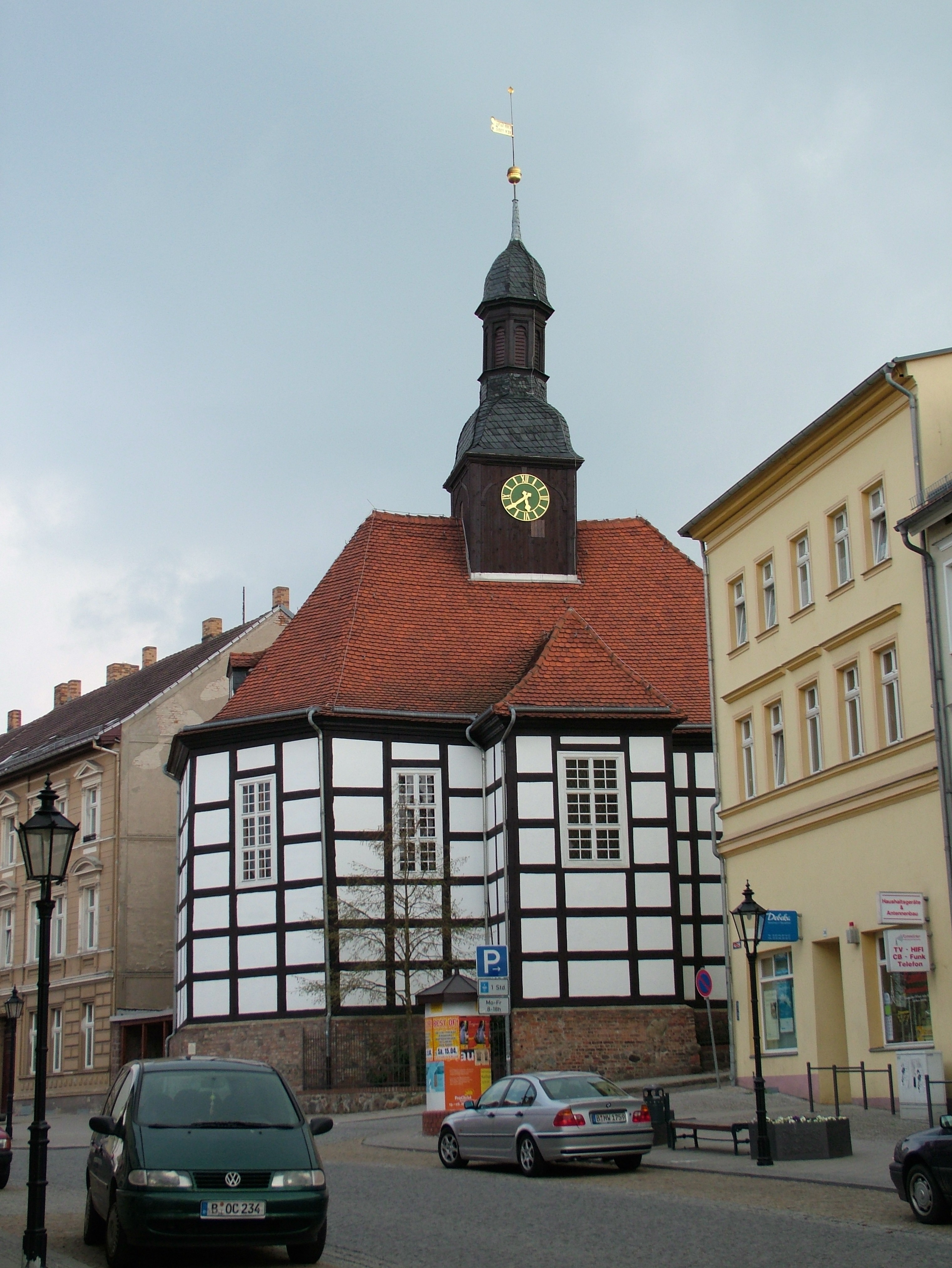
The former Sankt Georg Kirche is a concert hall.

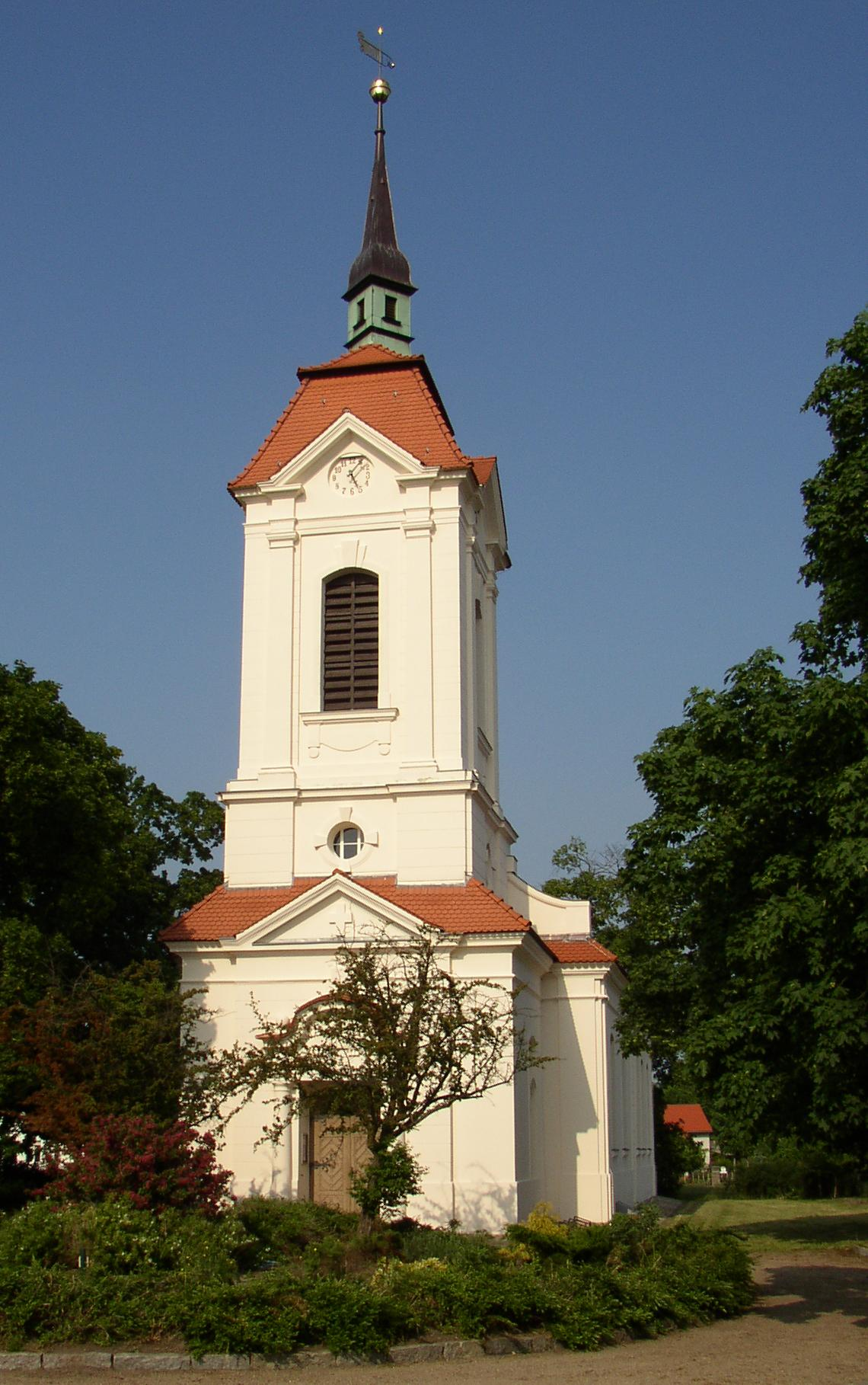
Church in Altranft

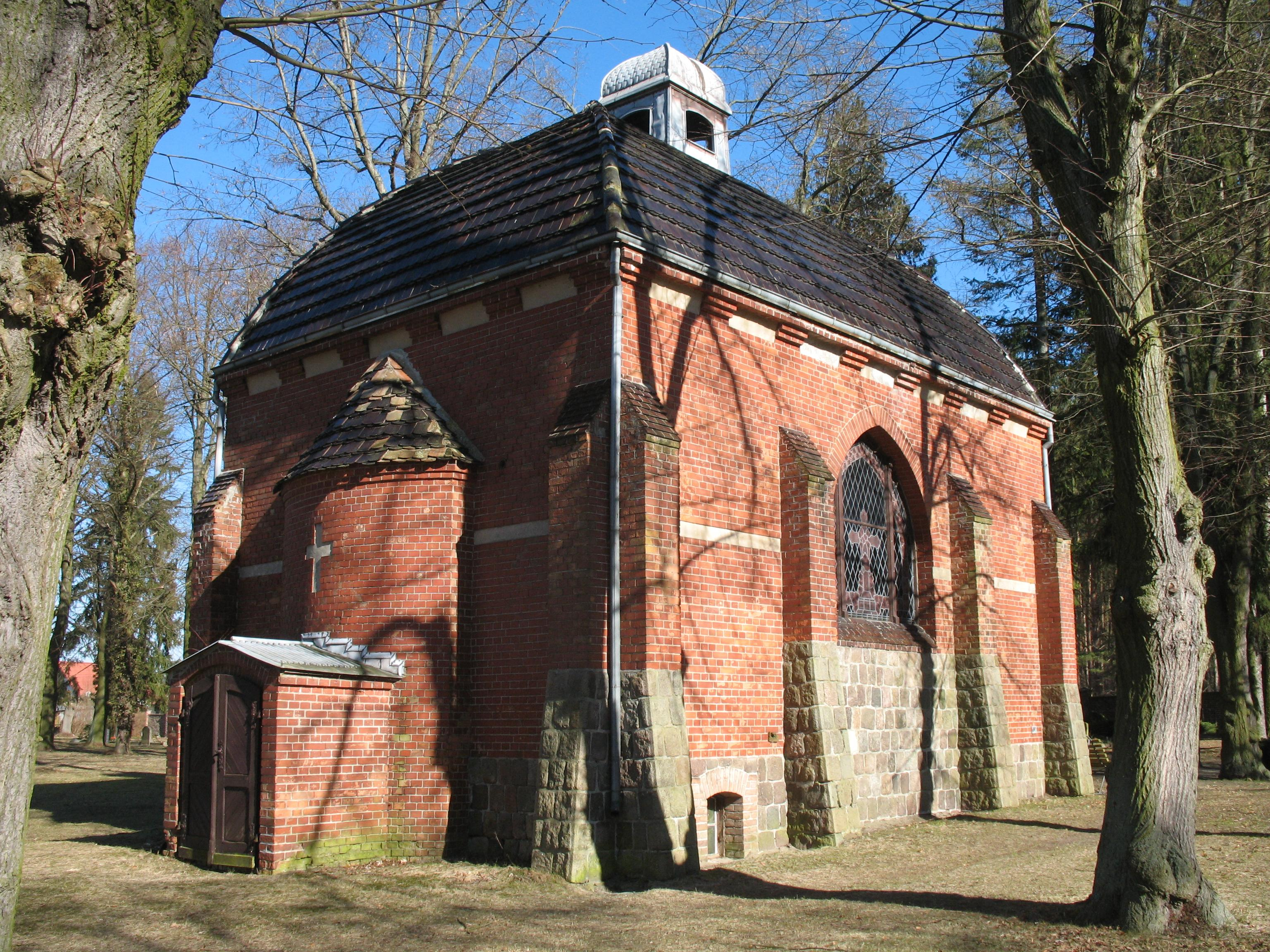

Bad Freienwalde là một đô thị thuộc huyện Märkisch-Oderland, bang Brandenburg, Đức.